# Meninos sem Pátria
Meninos sem Pátria é um romance crítico lançado em 1981, escrito por Luiz Puntel.  O romance trata de um jornalista do interior de São Paulo que, perseguido pela ditadura militar implantada em 1964, teve que fugir do país. O livro é inspirado no caso do jornalista José Maria Rabelo, criador do jornal mineiro Binômio, que fugiu do país com a mulher e sete filhos perseguido pela ditadura. Na história, o personagem José Maria tem dois filhos e se exilou no Chile e na França. O romance termina com a volta da família para o Brasil, depois da anistia.